# کلاته سهراب (زابل)
کلاته سهراب (زابل)، روستایی از توابع بخش پشت‌آب شهرستان زابل در استان سیستان و بلوچستان ایران است.

## جمعیت
این روستا در دهستان سفیدابه قرار دارد و براساس سرشماری مرکز آمار ایران در سال ۱۳۸۵، جمعیت آن ۳۱ نفر (۷خانوار) بوده‌است.